# La Blessure (livre, 1992)
Pour les articles homonymes, voir La Blessure.
La Blessure suivi de Le Temps qui vient sont des récits autobiographiques de l'écrivain et journaliste Jean Daniel qui font partie du cycle autobiographique qui comprend aussi Le refuge et la source, Le Temps qui reste, Avec le temps et Soleils d'hiver.
Le livre, avec des dessins de Michèle Bancilhon (photographe et illustratrice, épouse de Jean Daniel), a été publié en 1992 aux éditions Grasset.

## Présentation
À quoi peut tenir le destin d'un individu, se demande Jean Daniel ? Au-delà de la prime enfance, c'est 'cet accident de la vie' qui a failli lui être fatal auquel il fait allusion, « qui crée un avant et un après ». Ce récit est né de cet événement, journal intime d'un malade immobilisé pendant plusieurs mois. Moments privilégiés pour réfléchir, pour confronter la Blessure qui n'atteignit pas seulement son corps et le temps qui vient, évalué à l'aune du temps écoulé, tout ce qui à l'époque faisait sa vie.
À propos de blessure, il cite cette idée qui lui vient de sa mère, écrit-il, et note cette réflexion du peintre Jean Bazaine : « Dans Matisse comme dans Teilhard de Chardin, j'ai trouvé cette idée si évidente pour nous autres peintre : il nous faut des blessures pour trouver notre lumière. »

## À propos deLa Blessure
À un journaliste qui l'interroge sur son dernier livre, Les Miens (Grasset, 352 p), où Jean Daniel insiste sur la maladie, il répond : « C'est très important. Car c'est la 'force de vie'. Camus apprivoise une tuberculose tenace dont, toute sa vie, il se sentira convalescent. Je l'ai d'autant mieux compris que c'était mon cas. Depuis ma blessure à Bizerte, en 1961, mais aussi après d'autres maladies. Camus est né solaire, enivré par une mystique à la fois païenne et panthéiste, mais l'agression de la maladie, de la tuberculose qui ne le lâche pas, déclenche un combat qui l'épuise. Il est sans cesse entre le soleil et la mort.

## La blessure: de 1961 à 1968

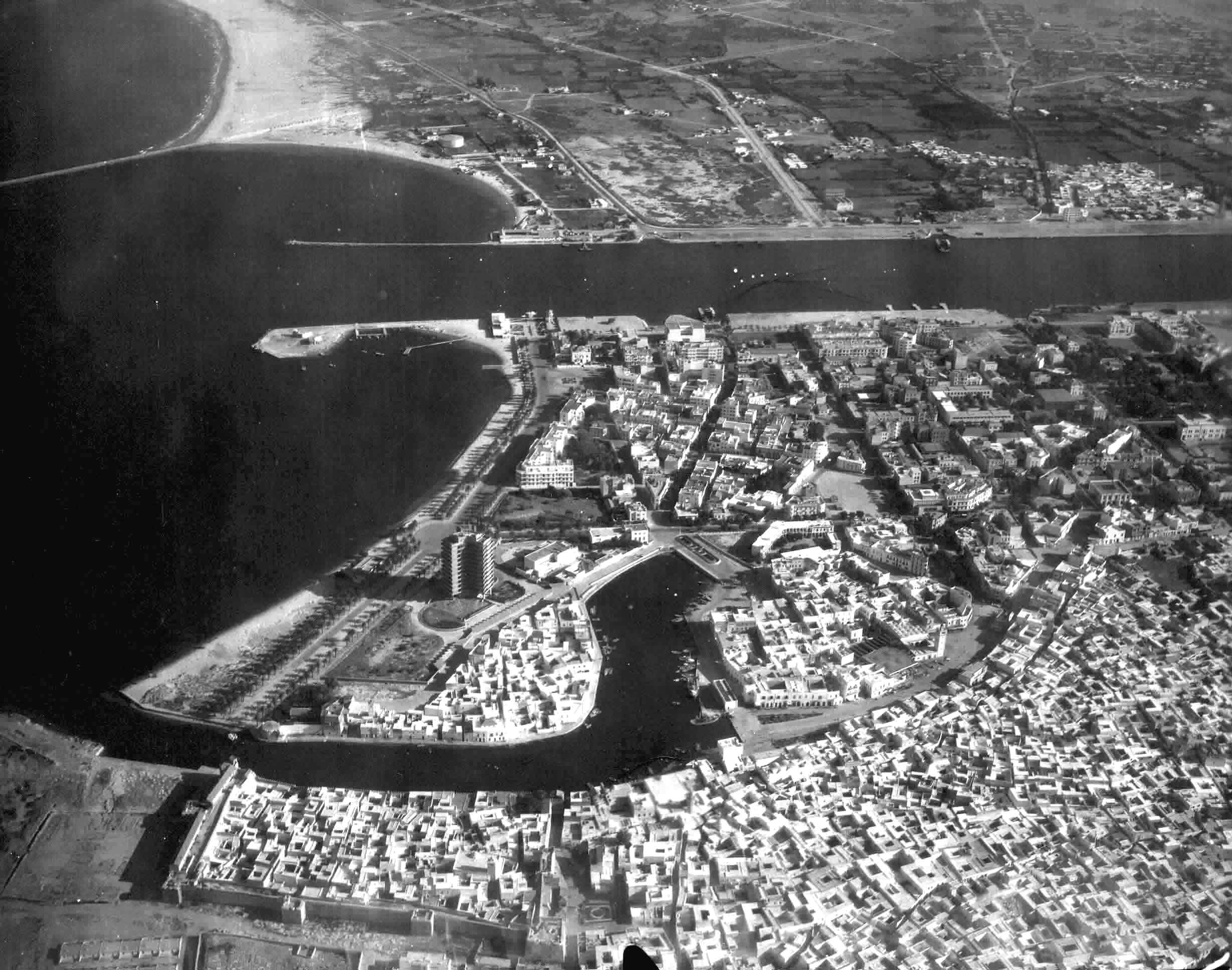
Bizerte en 1961

1961 : cloué sur son lit de douleur après son 'mitraillage' de Bizerte, il brasse ses souvenirs, note des réflexions. De son ami Yacine Kateb, il dit qu'il aime sa fierté, sa liberté, la générosité aussi avec laquelle il partage le plaisir. Du général de Gaulle, il écrit qu'il a donné du panache à la nation, de l'autorité à l'état, de l'allure aux débats. « Nous vivions dans le pathétique alors que nos drames avaient un parfum de décadence. » De François Mitterrand, il pense (en 1961) que, si brillant qu'il soit, de dans l'écriture il l'est souverainement, il apparaît comme trop frustré de pouvoir.
Séjour houleux à l'hôpital : fatigue, douleur et beaucoup de sollicitations à un moment où les manifestations algériennes à Paris du 17 octobre 1961 sont sauvagement réprimées. Il admire de Gaulle, lui reconnaît du courage, « l'échec, dit-il, ne sied pas à de Gaulle : il lui faut passer de la gloire au martyre. » Il met Proust au plus haut et pense qu'on passe sa vie dans la nostalgie de quelques moments : « Après 'le bateau ivre', il faut partir pour l'Abyssinie pour se souvenir des 'illuminations' » note-t-il en se référant à Rimbaud. Les grands intellectuels qu'il cite, Malraux, Mauriac, Aron, Sartre surtout, « aucun n'a de culture arabe. » Comment pourraient-ils vraiment comprendre ce qui se passe en Algérie ? Ce n'est pas le pays ou ses habitants qui les intéressent, ils veulent simplement les faire entrer dans leurs schémas de pensée. Surtout Sartre et ce qu'il dit dans sa préface au livre de Fanon. Février 1962. Pendant que Jean Daniel est cloué sur son lit, impotent, douloureux, le pied-noir qu'il est ne peut que constater, impuissant, la dégradation de la situation en Algérie et la « mauvaise paix » qui en découle.
Retour à l'actualité. Après un reportage au Zaïre, le 22 août c'est l'attentat du Petit-Clamart puis le suicide révélateur du général de Larminat. Il retourne à l'hôpital pour une nouvelle opération pendant que s'installe « une peur cosmique » avec les missiles russes de Cuba, se réfugie dans Le rouge et le noir, belle édition chargée d'émotions, cadeau de sa sœur Mathilde. L'actualité encore avec l'exécution du communiste espagnol Julián Grimau par le régime franquiste et le calme d'une opposition qui refuse la violence, contrairement à la violence qui se déchaîne au Congo. Pour Jean Daniel, l'après convalescence, c'est aussi l'après Algérie et l'heure des bilans, la question de son avenir. 28 février 1964 : « L'Express, c'est fini, je découvre, écrit-il, l'arbitraire du capital, le caprice du propriétaire, la lutte des classes en somme. »
Après cette grosse déception, c'est un cri d'allégresse qu'il pousse : « Le Nouvel Observateur est né le 23 novembre 1964. » Pour lui, le bon journaliste doit savoir « écouter, susciter, s'effacer, engranger et enfin traduire. » Va commencer pour lui une époque de contraintes mais aussi un travail qu'il adore et des rencontres qui marqueront sa vie.

(voir le chapitre : index des personnalités)

## L'amitié avec Camus
Jean Daniel évoque les seuls êtres qui lui manquent vraiment : André Bénichou et Albert Camus. De Camus, il écrit : « Je ne cesse de penser à lui, à son allure de voyou princier, à sa quête de volupté et d'absolu, de solitude et de fraternité -à sa solitude dans la gloire. Je pense au bonheur de l'avoir connu, fréquenté, écouté, contemplé. À la douleur d'avoir eu à subir son éloignement, peut-être son désaveu » Il avoue que personne ou presque n'avait autant compté pour lui, au moins ces dernières années. Il lui arrive de m'imaginer à son chevet, de le voir et de lui parler.
« Quand ai-je entendu parler pour la première fois de Camus ? » se demande Jean Daniel sur son lit d'hôpital. C'est André Belamich son professeur de lettres qui l'emmène voir Révolte dans les Asturies, la pièce que joue Camus avec sa troupe Le Théâtre de l'Équipe. Puis l'amitié est venue entre les deux hommes, « dès que je l'ai connu, les témoignages d'amitié se sont succédé, impressionnants quand j'en fait la liste. » Il se souvient avec émotion que Camus, qui a si souvent lutté contre le temps, a toujours été disponible quand « il a eu le sentiment d'une vraie difficulté. »
Chaque fois, conclut-il, il a été prévenant, attentif, efficace. (pages 40-42)

## Relations avec François Mitterrand

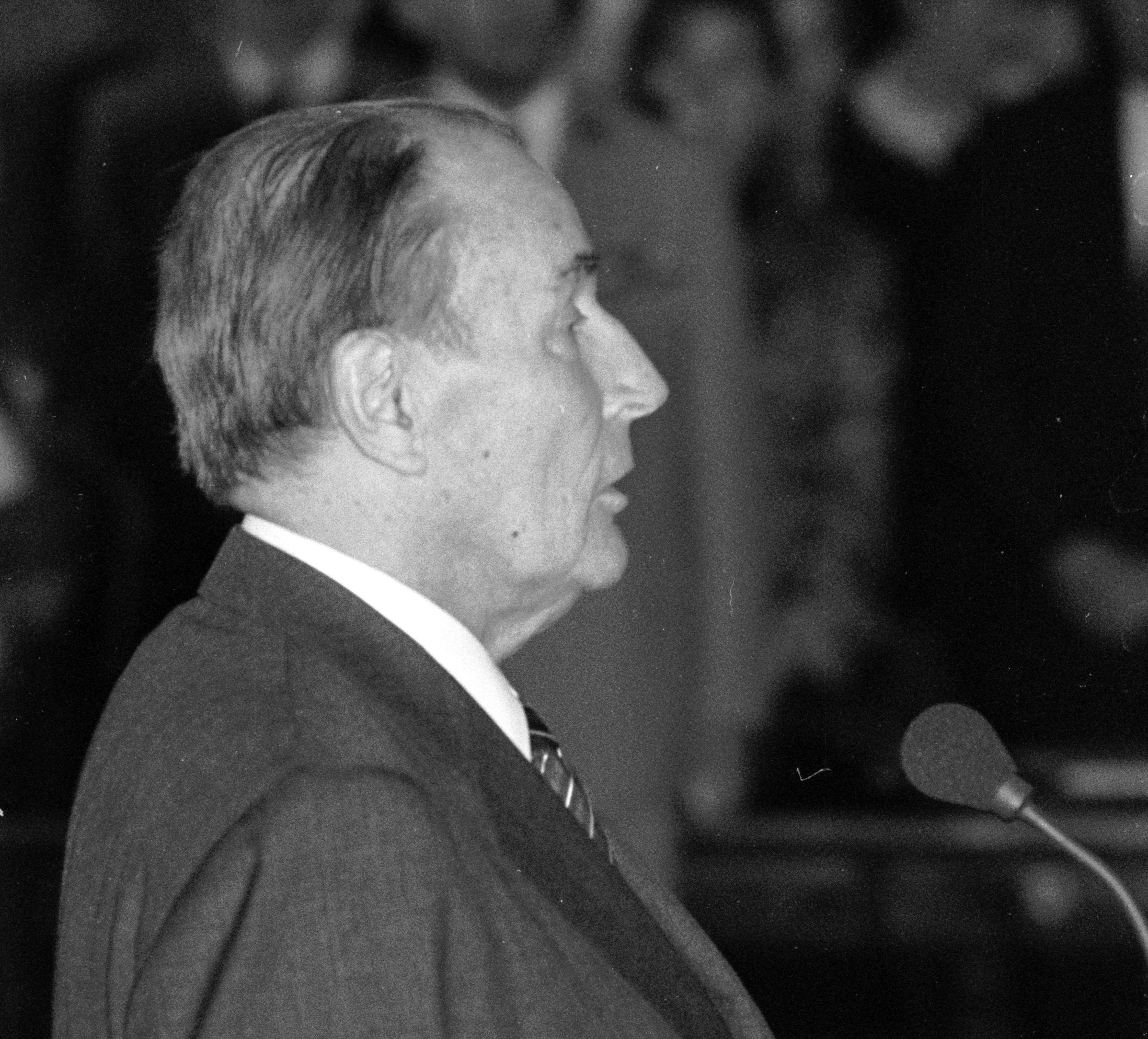
François Mitterrand en 1991

Au début, avec François Mitterrand, celui qu'il appelle « le grand séducteur », c'est l'indifférence. Pour lui, « les hommes de pouvoir ne sont intéressants que par leur dimension romanesque, s'ils en ont une. » Il pense à un type de séducteur, celui qui veut « faire l'entreprenant, circonvenir, prendre dans ses filets, dompter sous le charme, mettre sous sa coupe. » Il y aura toujours entre eux ce soupçon de mendésisme, de « ralliés tardifs » plus par raison que par affinité.
Jean Daniel lui reconnaît deux mérites essentiels : il est parvenu à « arracher à la droite pour longtemps un monopole de pouvoir qui était en train de s'identifier à un droit […] et, souverain né, redonner une souveraineté au peuple de gauche en l'incarnant. » Il met aussi à son actif de grandes avancées collectives, d'avoir redistribué le pouvoir et « d'en avoir fini avec le marxisme. »
Mais la séduction est fugace et, à partir de 1991, elle n'a plus opéré. Cependant, même aux moments les plus difficiles, il a toujours su « rebondir, redresser, surprendre. »

## Le temps qui vient
Trente ans après. Jean Daniel a laissé de côté son carnet, trop pris par le Nouvel Observateur. Il se lance dans une réflexion sur l'écart entre ces deux générations. Pour lui, les générations actuelles (il écrit en automne 1991) sont devenues libres alors que dans les années soixante, le but était de se libérer. Mais elles sont plus dépourvues face aux problèmes de société tels que la solitude ou la souffrance. L'individualisme a fait un retour en force, générant beaucoup « d'indifférence à l'égard de la Cité.  » Orpheline des grandes idéologies porteuses de drames et d'espoirs, « elle s'est aussi privée de toute possibilité de pari sur les siècles à venir.  Il déplore la dérive islamiste, ces ressentiments nés en Palestine ou pendant la guerre du Golfe, porteurs de tant d'humiliations, cette emprise du religieux sur l'Algérie.

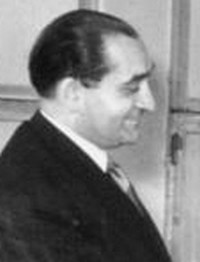
Mendès France, l'ami

Jean Daniel a une idée en tête : convaincre Jean-Paul Sartre, l'intouchable, de participer au Nouvel Observateur. Peu d'intellectuels osent le contredire, s'opposer à lui, seuls Camus et Aron lui résistent vraiment. Il juge sévèrement cette société qui encense un Sartre qui la dénigre et dénonce son aliénation, une société qui « ne s'aime pas. » Pour lancer le Nouvel Observateur, Jean Daniel voudrait « un coparrainage Sartre-Mendès France », Sartre estimant qu'il est un « camusien, ce en quoi, il n'a pas tort. » Quant à Raymond Aron, il a été desservi par son comportement, souvent d'une arrogance hautaine et méprisante malgré de brillantes analyses sur le marxisme ou l'avenir de l'Algérie, même « s'il s'est souvent trompé. » Jean Daniel parle de « son masque d'épagneul caustique », de son caractère vindicatif qui fait qu'il lui reproche par exemple une phrase ancienne de Daniel.
Pour Jean Daniel, mai 68 est « le regret des illusions lyriques. » Il rend hommage à Pierre Viansson-Ponté qui lui a beaucoup apporté comme journaliste et comme homme. Le 27 avril 1968, il a ce titre prémonitoire : « La France s'ennuie. » Mais il s'aperçoit que les cartes sont biseautées, Mitterrand et Mendès France sont concurrents et ne s'entendront jamais vraiment, les communistes et la CGT préfèrent choisir d'aider les gaullistes pour mieux tirer ensuite les marrons du feu. Il voit dans les évènements de 1968 un conflit de générations dans un pays qui n'offre guère de perspectives à la jeunesse qui n'a pas ressenti « ces frissons historiques qui demeurent la seule noblesse de ce siècle misérable. »

## L'adieu au siècle
Jusqu'en 1967, les pro-israéliens furent les plus nombreux. Puis vint le temps de l'arrogance de ses armées qui a créé un malaise en occident, une image brouillée par le souvenir de l'holocauste. Jean Daniel refuse la notion de 'peuple élu' - donc la mission et la persécution- défend un état d'Israël aux frontières reconnues par ses voisins, tout en se reconnaissant lui-même « Français juif, militant de l'Europe et arrimé à l'universel. »
Sur la pensée du Front National, Jean Daniel fustige le rôle néfaste joué aussi bien par les médias que par les instituts de sondage qui ont grandement aidé Le Pen dans sa tâche. La société française n'est plus intégratrice comme elle l'a été dans le passé, ses mécanismes d'attraction ne fonctionnent plus les immigrés se sentent isolés dans cette société trop neutre qui n'affiche plus ses valeurs; ils se tournent alors vers leur communauté ou vers la religion « qui peut les innocenter. »
Retour à la blessure. Quand Jean Daniel apprend la mort en Yougoslavie de Pierre Blanchet, reporter au Nouvel Observateur, le souvenir de sa grave blessure à Bizerte resurgit. Au sujet du tragique de la liberté, Jean Daniel se réfère à Camus qui, dit-il, n'était pas une âme tiède, voyant dans la liberté sa face de responsabilité et dans la démocratie une tension constante entre bonheur et vertu. Il prive ainsi Sisyphe d'espoir parce que l'espoir c'est le mal, le sacrifice du présent, une illusion bien représentative de cet homme « qui ressemble comme un frère à celui de notre fin de siècle et de millénaire. » Pour lui, « l'adieu au siècle, c'est l'adieu au confort intellectuel. »
Su le roi du Maroc Hassan II, Jean Daniel est assez partagé. Souverain autocrate, il savait aussi user de son entregent pour séduire, quitte parfois à en faire trop, à souffler le chaud et le froid comme il l'a fait avec Jean Daniel lors d'une émission à Rabat en décembre 1989. Sa seule certitude : mieux valait une monarchie autocrate qu'un régime intégriste ou même progressiste sanguinaire.

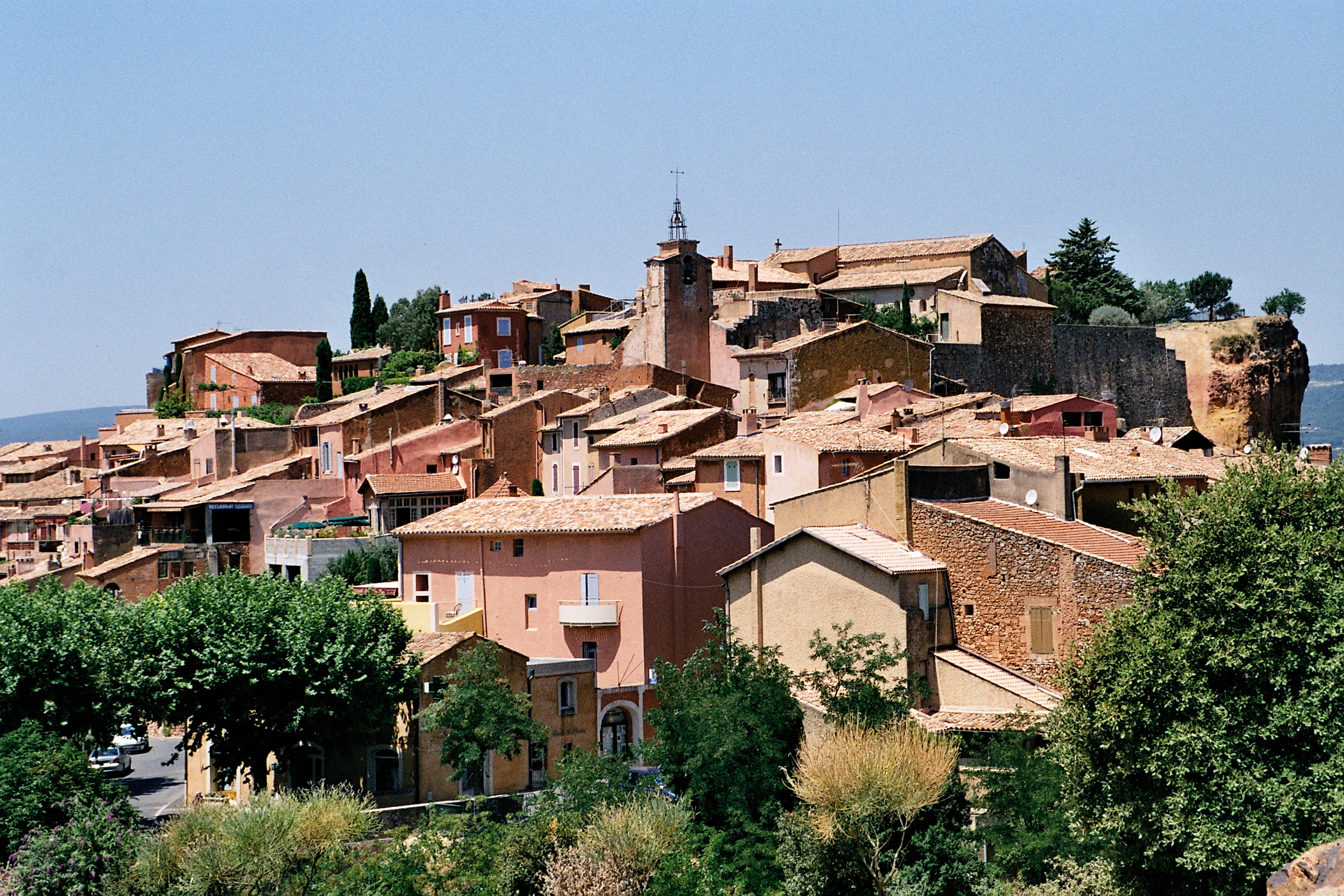
Village de Roussillon

À Budapest où dit-il « on traverse la complaisante pesanteur du XIXe siècle, » il rencontre László Rajk, fils de l'homme politique László Rajk mais il va aussi découvrir dans le village de Roussillon, le nationalisme de l'exclusion. C'est ce combat qui l'intéresse, le combat de la liberté et de l'égalité, la liberté serait naturelle et l'égalité correction des prérequis naturels, comme par exemple la fixations de quotas en faveur des noirs ou des femmes. Pour mieux espérer, il s'adosse au pessimisme d'un Schopenhauer car « on ne peut concevoir d'amour qu'au prix d'une énorme discipline… d'un immense empire sur soi-même. »
Si la nature humaine est mauvaise, alors il faut par un effort gigantesque rejoindre l'humain pour qu'il se dépasse, qu'il se transcende. Pou Jean Daniel, l'apport essentiel de la Révolution française est « la naissance d'un individu souverain. » Ainsi se pose le dilemme du choix entre liberté et égalité, une égalité protectrice ou une liberté « qu'il n'est pas toujours capable de vivre. »
Contemplant sa femme endormie à ses côtés dans les lumières de Pórto Chéli, Jean Daniel songe à « cet instinct du bonheur » qui les a réunis malgré leurs différences, qui fait qu'ils se sont reconnus. « La vie, le siècle, la condition humaine, c'est autre chose — et c'est cela aussi. »

## Index des personnalités
Personnalités ayant suscité un commentaire 'intéressant' :
| - André Gide : pages 117-118 | - Jacques Monod : pages 176-177 | - Roger Vailland : pages 179-180 |

## Citations
- « À l'autre bout du monde, je refusais que de jeunes musulmans puissent être éduqués dans la haine des juifs, du fait de l'oppression subie par les Palestiniens. »
- « Être un homme,  c'est dépasser ses déterminations. »
- « Je sais que si un homme est la somme de ses actes, les mêmes actes traduisent une histoire, une foi ou une loi. »
- « J'ai toujours fait sa part à l'enracinement sans jamais privilégier l'errance. »
- « On pouvait se dire que, et j'étais prêt à le comprendre, que l'abandon de la foi (en la révolution) ne pouvait déboucher que dans un regard sceptique sur la comédie humaine et sur le spectacle que, depuis l'irruption de l'audiovisuel, elle se donne à elle-même. »
- « (Même) si je ne suis qu'un accident, non plus entre deux néants mais dans l'infini de la continuité, c'est toujours à l'homme que je reviens. Or il est, c'est vrai, cet animal furieux et absurde chez qui naissent des étincelles du divin. »

## Section annexes
Notes et références
1. ↑  « Il y a des cycles pour la répartition, qu'un dieu y préside, que tôt ou tard on doit payer, ou plutôt qu'il faut passer la main et en tout cas se garder d'afficher sa richesse ou simplement son bien-être de peur que le dieu en question ne s'aperçoive, au cas où il l'aurait oublié, que c'est au tour des autres de bénéficier de tels privilèges. » (p. 24)
2. ↑  À propos de Pierre Mendès France : « Un être bénéfique, dirait ma mère, qui ne distingue jamais que deux catégories dans l'humanité : les bénéfiques et les autres. » Il parle aussi de « l'injuste privilège grâce auquel j'avais suscité de l'amour, et quel amour, chez certains êtres. »
3. ↑  Jean Daniel fait référence à leur différend concernant l'Algérie, Daniel ayant admis qu'une Algérie marquée par le pan arabisme allait inéluctablement vers l'indépendance, ce que Camus avait du mal à admettre
4. ↑  Révolte dans les Asturies est une pièce collective à laquelle Camus a largement contribué, basée sur l'insurrection d'Oviedo en Espagne. À ma connaissance, il n'existe plus de texte intégral de cette pièce. [NDLR]
5. ↑  Camus l'a beaucoup aidé pour lancer la revue Caliban que Jean Daniel dirigeait.
6. ↑  « C'est une sorte de liberté sans responsabilité, écrit-il, qui a succédé aux rites de l'esprit civique. »
7. ↑  « Cet homme des années 1990, précise-t-il, est condamné à faire son métier d'homme ici et maintenant, dans une lucidité privée d'espérance, une énergie qui se consume dans le présent… »
8. ↑  C'est ce que redoutait Camus qui estimait que seul la présence d'un grand nombre de non musulmans pourrai endiguer une si désastreuse dérive.
9. ↑  Jean Daniel cite aussi des hommes comme Merleau-Ponty, Claude Lévi-Strauss et Jacques Lacan
10. ↑  Il ajoute : « Elle ne connaît  l'ivresse que dans un masochisme qu'elle baptise lucidité.»
11. ↑  Sartre en fait cette analyse : « Vous recherchez dans le combat politique et dans l'information les rapports de la morale et de l'histoire. Pourquoi pas ? »
12. ↑  Comportement qui par exemple déplut beaucoup à Camus et à Jean Grenier. (cf page 222)
13. ↑  Voir ses deux ouvrages La tragédie algérienne et L'Algérie et la république parus chez Plon
14. ↑  Jean Daniel, excédé par une réaction de Raymond Aron, avait dit à Claude Roy qu'il était « plus facile d'avoit tort avec Sartre qui « trucule, exubère et effervesce » (Claudel) que d'avoir raison dans la morosité avec Aron. »
15. ↑  « une civilisation de la publicité des sex-shops » précise-t-il
16. ↑  Il commence par cette formule : « Je dois à Gide… » et cite cette phrase pour lui symbolique : « Moins le blanc est intelligent, plus le noir lui paraît bête. »

Bibliographie
- La bataille de Bizerte (19 au 21 juillet 1961), Patrick-Charles Renaud, Collection Histoire et perspectives méditerranéennes, mai 2000, 199 pages,  (ISBN 2-7384-4286-2)
- Les Loups sont entrés dans Bizerte, Philippe Boisseau, Éditeur France Empire, octobre 1998, 158 pages,  (ISBN 2-7048-0842-2)

- Œuvres autobiographiques de Jean Daniel :

- 1973 : le Temps qui reste, essai d'autobiographie professionnelle

- 1977 : le Refuge et la source, carnets autobiographiques 

- 1992 : La Blessure suivi de Le Temps qui vient, carnets autobiographiques (Grasset)

- 1998 : Avec le temps : carnets 1970-1998, carnets autobiographiques (Grasset)

- 2000 : Soleils d'hiver : carnets 1998-2000, carnets autobiographiques (Grasset)

- 2002 : Œuvres autobiographiques (Grasset), réunit les cinq volumes ci-dessus avec un index général
Sources externes
- Librairie Gaïa
- Œuvres autobiographiques
- Caliban

|  |  |  |  |